# Seçkin Piriler
Seçkin Piriler (* 29. Dezember 1980 in Istanbul) ist eine türkische Schauspielerin und Model.

## Leben und Karriere
Piriler wurde am 29. Dezember 1980 in Istanbul geboren. 1998 wurde sie beim „Elite Model Look“-Wettbewerb Zweite. Sie nahm an Modeschauen von Marken wie Beymen, Marks&Spencer, Vakko, Dice Kayek, Dona Karan teil. Außerdem bekam sie Nebenrollen in den Filmen Hababam Sınıfı 3,5, Hababam Sınıfı Askerde und Çılgın Dershane.
Anschließend veröffentlichte sie 2003 ein Album namens „Red Shoes“. Unter anderem tauchte sie in Kenan Doğulus Musikvideo Kime Ne auf. 
2010 heiratete sie den türkischen Sänger Kaan Tangöze, der Front-Sänger der Rock-Gruppe Duman. Das Paar ließ sich 2016 scheiden.

## Filmografie (Auswahl)
Filme
- 2005: Hababam Sınıfı Askerde
- 2005: Dağlar Dağımdır
- 2005: Hababam Sınıfı 3,5
- 2005: Maskeli Beşler İntikam Peşinde
- 2005: Horoz Sedat
- 2007: Çılgın Dersane

Serien
- 2005: Şeytan

Sendungen
- 2023: Survivor 2023

## Diskografie

### Alben
- 2003: Kırmızı Pabuçlar

### Singles
- 2024: Aşk Beni Bulur